# إلمينا (فلم)
إلمينا (بالإنجليزية: Elmina) هو فيلم غاني صدر عام 2010 من إخراج ريديمر مينساه وتم إنتاجه بالتعاون مع ريفيل فيلمز (بالإنجليزية: Revele Films).

## القصّة
يتتبع الفيلم شعب المينا بغانا بعد اكتشاف النفط الخام وهم يقاتلون الشركات متعددة الجنسيات الفاسدة.

## الجوائز
رُشِّحَ الفيلم لجائزة أكاديمية الأفلام الأفريقية في نيجيريا عام 2011، وحَلَّ في المرتبة الخامسة والثلاثين على قائمة آرتينفو (بالإنجليزية: Artinfo list) لأكثر 100 عمل فني شهرة في الفترة ما بين 2007 و2012.

## طاقم التمثيل
هذه قائمةٌ بأبرز الممثلين والممثلات الذين شاركوا في تصوير الفيلم:
- دوج فيشبوني
- كوفي بكنور
- أكوفا إدجياني أسايدو
- آما أبيبريس
- جون آبيا
- كوجو دادسون
- ريديمر منساه